# Euproctis sakaguchii
Euproctis sakaguchii är en fjärilsart som beskrevs av Matsumura 1927. Euproctis sakaguchii ingår i släktet Euproctis och familjen tofsspinnare. Inga underarter finns listade i Catalogue of Life.